# Natúrpark
A natúrpark Magyarországon a nemzeti park, tájvédelmi körzet és természetvédelmi terület mellett a természeti és kultúrtörténeti értékek megőrzésének negyedik szervezeti formája a természetvédelmi törvény 2004-es módosítása óta. A natúrpark az ország jellegzetes természeti, tájképi, és kultúrtörténeti értékekben gazdag, a természetben történő aktív kikapcsolódás, felüdülés, gyógyulás, fenntartható turizmus és a természetvédelmi oktatás, nevelés, ismeretterjesztés, továbbá a természetkímélő gazdálkodás megvalósítását szolgáló nagyobb kiterjedésű területe, amely a jogszabályban foglaltaknak megfelelően jön létre. A natúrpark települési önkormányzatok és magánszemélyek összefogásán alapuló, közalapítvány vagy egyesület által fenntartott, kezelt terület. A védettségi kategóriák között a nemzeti park és a tájvédelmi körzet között áll.

## Magyarország
Hazánkban már a törvénymódosítást megelőzően, 1997 óta jelentek meg – spontán módon és rendezetlenül – natúrparkok, az európai hasonló szervezetek mintájára, mint új típusú ökoturisztikai szervezetek. Kialakításuk céljából a magyarországi és szomszédos országbeli önkormányzatok az utóbbi években sorra hozták létre különböző, elsősorban idegenforgalmi célkitűzésekre koncentráló társulásaikat – a határmenti pályázati lehetőségek kiaknázásával. A natúrpark mindig alulról induló kezdeményezésen alapul, célja az adott védettséget élvező térség kíméletes, fenntartható fejlesztése. A legfontosabb jellemezői:
- egységes kultúrtáj, egységes arculattal
- jelentős természeti értékekkel rendelkezik, általában tájvédelmi körzet területén fekszik
- a fenntartható fejlődés elvére építő komplex területfejlesztést valósit meg
- léte a települések és egyéb térségi szereplők közötti együttműködésből fakad
- működése során összhangot teremt a természetvédelem és a gazdasági tevékenység között
- a táj - elsősorban a természet szépsége által - a szelíd turizmusra, a pihenésre és üdülésre különösen alkalmas
- az üdülést, a pihenést szolgáló háttér-infrastruktúrával rendelkezik
- olyan jogi személyiségű szervezete van, amely a céloknak megfelelően egységesen tervezi, fejleszti, hasznosítja, gondozza, védi és irányítja azt.

Hivatalosan minősített natúrpark akkor lesz egy terület, ha a törvényben foglaltak szerint szükséges szakmai dokumentumok benyújtása után a természetvédelemért felelős miniszter hozzájárul a működéséhez. Jelenleg az országban tíz, a természetvédelemért felelős miniszter által elismert natúrpark működik, melynek területe az ország területének 7 százalékára terjed ki.  Hivatalosan minősített natúrparkok:
- Vértesi Natúrpark (2005. október 27.)
- Írottkő Natúrpark (2006.április 1.)
- Sokoró-Pannontáj Natúrpark (2006. április 1.)
- Cserhát Natúrpark (2009. október 22.)
- Szatmár-Beregi Natúrpark (2010. január 17.)
- Hét Patak Gyöngye Natúrpark (2011. október 28.)
- Gerecse Natúrpark (2013. február 1.)
- Koppányvölgy Natúrpark (2014. szeptember 19.)
- Körösök Völgye Natúrpark (2015. április 15.)
- Szigetköz Natúrpark (2018. április 1.)[1]

Nem kért minősítést:
- Őrség-Raab-Goricko Natúrpark
- Ipolymente-Börzsöny Natúrpark
- Kerkamente Natúrpark
- Nagy-Milic Natúrpark
- Soproni-hegység Natúrpark
- Ráckevei Kis-Duna Natúrpark

2005-ben nyolc natúrpark alakította meg a Magyar Natúrpark Szövetséget.

## Németország

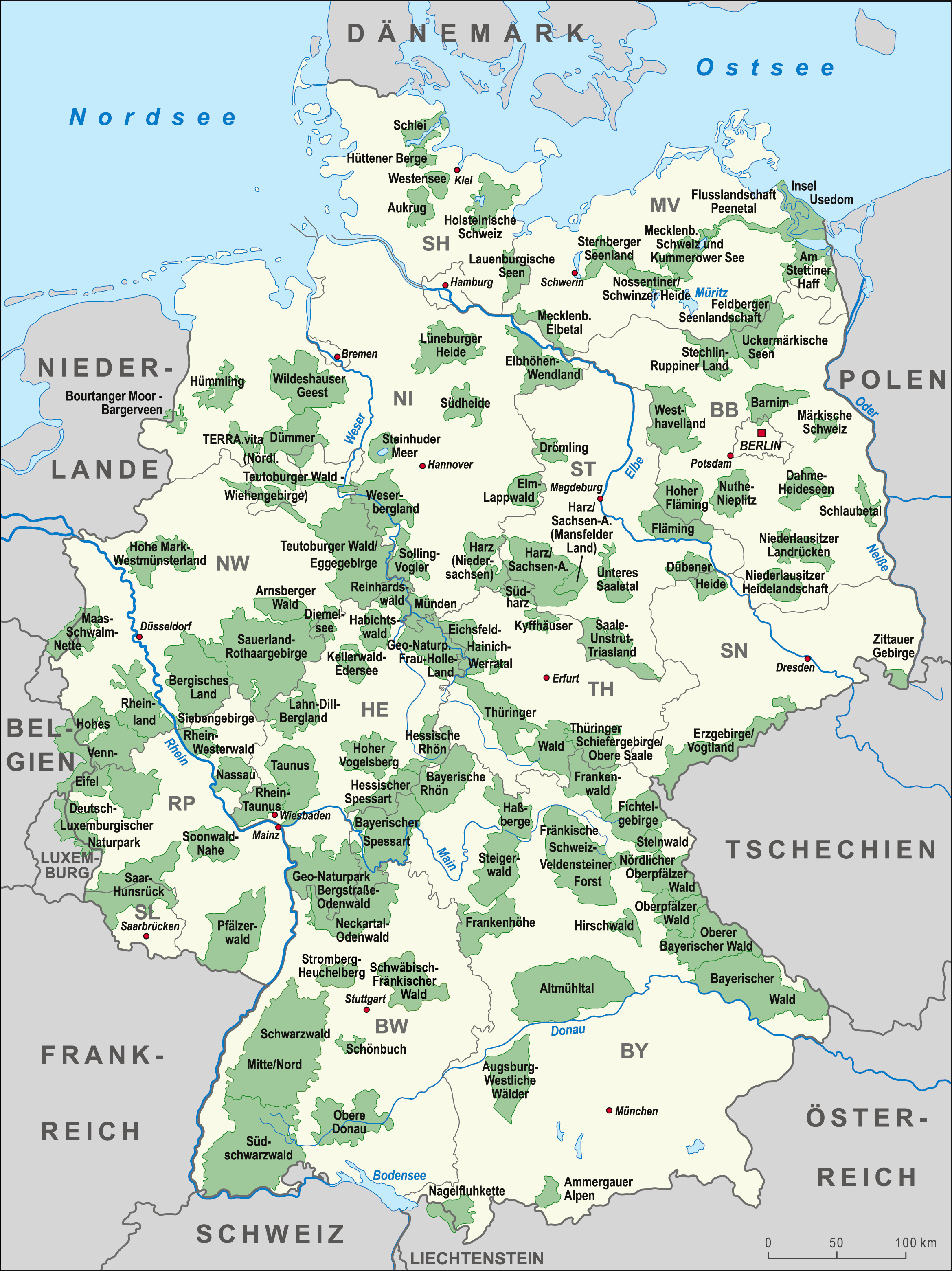
Natúrparkok Németországban

A natúrpark egy lehetősége a terület természetes védelmének, ahogyan a szövetségi természetvédelmi törvény ma (természetvédelmi törvény) rendelkezik. A természetvédő és a vállalkozó Alfred Toepfer (1894-1993, Hamburg) 1956. június 6-án a Nemzeti Park által az egykori fővárosban Bonnban tartott ülésén vette fel a szövetségi államokkal együtt a Központi Természetvédelmi- és Tájgazdálkodási Hivatal, valamint további intézmények által kifejlesztett program létrehozását. Kezdetben 25 természetvédelmi parkot terveztek kialakítani Nyugat-Németország területén. Az akkori szövetségi elnök Theodor Heuss és szövetségi mezőgazdasági miniszter Heinrich Lübke is támogatta az elképzelést. Cél az volt, hogy öt százalékát a régi Szövetségi Köztársaságnak meg kellene kímélni a jelentősebb károktól.

## Ausztria

### Osztrák natúrparkok listája

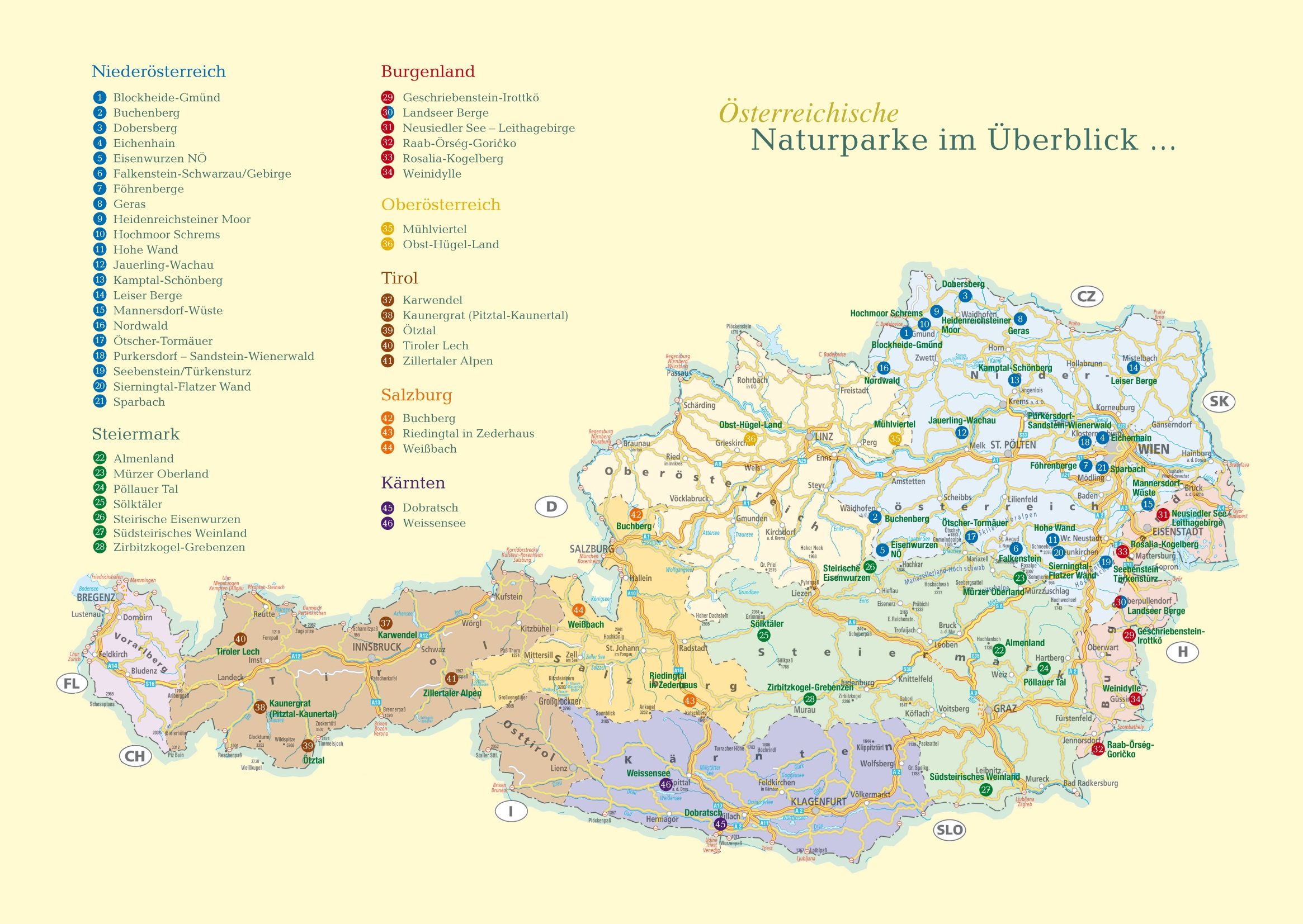
Natúrparkok Ausztriában

| - Burgenland: - Geschriebenstein-Irottkő - Landseer Berge - Őrség-Raab-Goricko - Weinidylle - Neusiedler See-Leithagebirge - Rosalia-Kogelberg - Karintia - Dobratsch - Weißensee - Alsó-Ausztria: - Blockheide-Eibenstein-Gmünd - Buchenberg-Waidhofen an der Ybbs - Dobersberg-Thayatal - Eichenhain bei Klosterneuburg - Eisenwurzen NÖ - Falkenstein - Föhrenberge-Mödling - Geras - Heidenreichsteiner Moor - Hochmoor Schrems - Hohe Wand - Jauerling-Wachau - Kamptal-Schönberg - Leiser Berge - Mannersdorf-Wüste - Nordwald-Bad Großpertholz | - - Ötscher-Tormäuer - Purkersdorf-Sandstein-Wienerwald - Seebenstein-Türkensturz - Sierningtal-Flatzer Wand - Sparbach (legöregebb natúrpark, alapítva 1962) - Felső-Ausztria: - Mühlviertel - Obst-Hügel-Land - Salzburg - Buchberg - Riedingtal in Zederhaus - Weißbach bei Lofer - Stájerország: - Almenland - Mürzer Oberland - Sölktäler - Steirische Eisenwurzen - Pöllauer Tal - Südsteirisches Weinland - Zirbitzkogel-Grebenzen - Tirol - Alpenpark Karwendel - Kaunergrat (Pitztal-Kaunertal) - Tiroler Lechtal - Zillertaler Alpen - Ötztal |

## Svájc
2010. augusztusától 3 park kapott nemzeti jelentésű regionális park címet: 
- Naturpark Thal[2]
- UNESCO Biosphäre Entlebuch
- Biosfera Val Müstair.

## Olaszország
Tartományonként számtalan natúrparkot találunk. A legrégebbit - Parco Nord Milano 1975-ben alapították. Csak Dél-Tirolban 8 natúrpark helyezkedik el, amelyek között nemzeti park is van.

## Horvátország
Az országban 8 nemzeti park és 10 natúrpark található:
- Biokovo
- Kopački rit
- Lonjsko polje
- Medvednica
- Papuk
- Telašćica
- Učka
- Velebit
- Vransko jezero
- Žumberak-Samoborsko gorje

## További országokban
- Naturpark Obersauer, Luxemburg
- Parc Natural dels Ports, Spanyolország
- Despeñaperros Natúrpark, Spanyolország

## Fordítás
- Ez a szócikk részben vagy egészben a Naturpark című német Wikipédia-szócikk fordításán alapul.  Az eredeti cikk szerkesztőit annak laptörténete sorolja fel. Ez a jelzés csupán a megfogalmazás eredetét és a szerzői jogokat jelzi, nem szolgál a cikkben szereplő információk forrásmegjelöléseként.